# Phylocentropus simplex
Phylocentropus simplex là một loài Trichoptera hóa thạch trong họ Dipseudopsidae.